# Karen Thorpe
Karen Thorpe es una deportista australiana que compitió en judo. Ganó dos medallas en el Campeonato de Oceanía de Judo de 1983, plata en –66 kg y bronce en la categoría abierta.

## Palmarés internacional
| Campeonato de Oceanía | Campeonato de Oceanía | Campeonato de Oceanía | Campeonato de Oceanía |
| Año                   | Lugar                 | Medalla               | Categoría             |
| --------------------- | --------------------- | --------------------- | --------------------- |
| 1983                  | Numea (Francia)       | Medalla de plata      | –66 kg                |
| 1983                  | Numea (Francia)       | Medalla de bronce     | Abierta               |